# رزماری وایت
رزماری وایت (انگلیسی: Rosemarie Whyte؛ زادهٔ ۸ سپتامبر ۱۹۸۶) ورزشکار دو و میدانی اهل جامائیکا است.
وی در مسابقات کشوری و بین‌المللی در مجموع برندهٔ ۱ مدال طلا، ۳ مدال نقره شده‌است.